# Административно деление на Южен Судан
Южен Судан е независима република в Източна Африка, отцепила се от Република Судан след проведен референдум през 2011 година. Традиционно Южен Судан се състои от 3 историко-географски региона, които от своя страна се делят на 10 провинции, като всяка от тях се дели на общо 86 окръга.

## Исторически области
Южен Судан се състои от 3 региона:
- Екватория
- Горни Нил
- Бахър ал Газал

## Провинции
Южен Судан се състои от общо 10 провинции, които се управляват от изборен губернатор.
| Провинция              | Главен град | Площ (км²) | Брой жтели | Губернатор          | Начало на мандата    |
| ---------------------- | ----------- | ---------- | ---------- | ------------------- | -------------------- |
| Горни Нил              | Малакал     | 77 773     | 964 353    | Симон Кун Пуоч      | 25 май 2010 г.       |
| Джонглей               | Бор         | 122 479    | 1 358 602  | Куол Манянг Джуук   | декември 2007 г.     |
| Единство               | Бентиу      | 35 956     | 585 801    | Табан Денг Гай      | 30 септември 2005 г. |
| Езерна провинция       | Румбек      | 40 235     | 567 329    | Чол Тонг Маяй Янг   | 28 май 2010 г.       |
| Западен Бахър ал Газал | Уау         | 93 900     | 333 431    | Ризик Закария Хасан | 18 май 2010 г.       |
| Западна Екватория      | Ямбио       | 79 319     | 619 029    | Джоузеф Бакосоро    | 26 май 2010 г.       |
| Източна Екватория      | Торит       | 82 542     | 906 126    | Луис Лобонг         | 20 май 2010 г.       |
| Северен Бахър ал Газал | Ауейл       | 33 558     | 720 898    | Пол Малонг Ауан     | 27 март 2008 г.      |
| Централна Екватория    | Джуба       | 22 956     | 1 103 592  | Клемент Уани Конга  | 18 юли 2005 г.       |
| Уараб                  | Куаджок     | 31 027     | 638 002    | Нянденг Малек Делич | 25 май 2010 г.       |